# トーマス・シールストロム
トーマス・シールストロム（スウェーデン語:  Thomas Kihlström、1948年12月11日 - ）は、スウェーデンの男子バドミントン選手。スウェーデン人として初めての世界王者。1983年の全英オープン2冠王者。

## 経歴
男子シングルス、男子ダブルス、混合ダブルスの3種目全てて活躍。
1983年の全英オープンでは、ステファン・カールソンとの男子ダブルスと、ノラ・ペリーとの混合ダブルスの2種目で優勝。
同年の世界選手権でも混合ダブルスで優勝しており、スウェーデン人として初めての世界王者となった。